# オンリー・ア・ホーボー
「オンリー・ア・ホーボー」(Only a Hobo) は、ボブ・ディランが作詞・作曲した楽曲。1962年から1963年にかけて書かれた曲とされ、1963年8月12日に、アルバム『時代は変る』の録音セッションでも吹き込みが行なわれたが、この音源はアルバムには収録されず、公式には1991年の『ブートレッグ・シリーズ第1〜3集』まで発表されなかった。
その一方でディランは、1963年10月に、ブロードサイド (Broadside) ・レーベルから（後にはフォークウェイズ・レコードから）出されたコンピレーション・アルバム『Broadside Ballads, Vol. 1』に、ブラインド・ボーイ・グラント (Blind Boy Grunt) という変名でこの曲を、「ジョン・ブラウン (John Brown)」、「トーキン・デビル (Talking Devil)」の2曲とともに収録した。しかし、このブラインド・ボーイ・グラントがディランの変名であることは当時から周知のことであった。ディランの公式サイトによれば、ディランが自身の名義のコンサートでこの曲を演奏したのは、1963年4月11日の1回だけであったとされている。

## 歌詞の内容
ある日、街角を歩いているとき、老いたホーボー（放浪者）が建物の玄関前でうつ伏せに倒れているのを見かけた歌い手が、落命したその放浪者のようすを同情的に歌詞に描く。

## おもなカバー
イギリスのロック歌手ロッド・スチュワートは、1970年のアルバム『ガソリン・アレイ』で、この曲を取り上げた。

### 日本語による歌唱
日本のフォーク歌手である高石友也（高石ともや）は、1969年のアルバム『坊や大きくならないで 高石友也フォーク・アルバム第3集』で、片桐ゆずる（片桐ユズル）との共訳により、「労務者とは云え」と題したほぼ逐語訳に近い日本語の歌詞で、この曲を歌った。高石はアルバムの曲目解説で、もともと片桐が「ホーボーとはいえ」と題して日本語訳を作っていたもの下敷きに、1969年1月2日に釜ヶ崎で「労務者」4人が凍え死んだ事件に示唆を受けて歌ったと述べている。